# Isocianato di fenile
L'isocianato di fenile è l'estere dell'acido isocianico e del fenolo.
A temperatura ambiente si presenta come un liquido incolore o poco giallognolo dall'odore pungente. È un composto infiammabile, molto tossico, corrosivo, allergenico.